# فرودگاه مادانگ
فرودگاه مادانگ (به انگلیسی: Madang Airport) یک فرودگاه همگانی با کد یاتا MAG است که یک باند فرود آسفالت دارد و طول باند آن ۱۵۷۷ متر است. این فرودگاه در کشور پاپوآ گینه نو قرار دارد .